# イナズマン (漫画)
『イナズマン』は、『週刊少年サンデー』に連載された石森章太郎作の漫画。特撮テレビドラマ『イナズマン』の漫画化作品。

## 概要
『週刊少年サンデー』誌上にて、1973年34号から1974年38号まで連載。1974年10号以降は「イナズマンシリーズ」、18号以降は「イナズマン超人戦記」へと改題されていたが、単行本では『イナズマン』に統一されている。
イナズマン
『週刊少年サンデー』1973年34号から1974年9号までのタイトル。風田サブロウのイナズマンとしての覚醒と少年同盟の一員として新人類帝国の大人との戦いがメインに描かれている。
イナズマンシリーズ
『週刊少年サンデー』1974年10号から同年17号までのタイトル。それまでの新人類帝国の刺客が「大人」だったのに対し、桜山高校の4人組などサブロウと同世代の敵も登場する。このシリーズでは設定は継続しているものの、少年同盟やバンバの存在はほとんど語られない。
イナズマン超人戦記
『週刊少年サンデー』1974年18号から同年38号までのタイトル。少年同盟やバンバの設定が戻った反面、仲間になった揮大坊玲次郎やコングの存在が語られず、初期の登場人物・ミヨッペやリュウ子も冒頭に登場するのみとなっている。同時期に少年サンデーコミックスで単行本化された際には、イナズマンシリーズの最終話となる「ギターを持った少年」までの掲載となったため、1980年代に朝日ソノラマから発売されたサンワイドコミックスで、初の単行本化。
主人公の名前は特撮版の「渡五郎」ではなく「風田サブロウ」となっている。

### ギターを持った少年
『週刊少年サンデー』1974年17号掲載。『人造人間キカイダー』のキカイダーことジローが登場するクロスオーバー作品。漫画版『人造人間キカイダー』の後日談となる作品で作者の中でも終焉を描くための登場としている。
のちに、『キカイダー01 THE ANIMATION』のDVD-BOXにて特別付録としてOVA化、『キカイダー02』の続編『イナズマンVSキカイダー』としてリメイク漫画化されている。ただし、いずれも結末が異なる。

## ストーリー
中学生・風田サブロウは、ある日外国人の少女リオンから自らが超能力者（ミュータント）である事実を知らされる。彼女はサブロウが超能力者として覚醒するため、テレパシーで卵からサナギ、そして成虫である蝶への変態を例えのイメージとして送った。サブロウはイメージをそのまま受け取り、イナズマンとして覚醒し、リオンら少年同盟らとともに、ミュータントでない人々（旧人類）を滅ぼそうとするバンバ率いる超能力者たちと戦う。

## 登場人物
風田サブロウ / サナギマン / イナズマン
ケンカも勉強も一番の中学生。リオンとの出逢いによってイナズマンとして覚醒する。魚屋の息子だが実は養子だった事実がのちに判明。
覚醒前から無意識に超能力を使って、周囲や相手の思考を読んでケンカ相手の動きを読んだり、テストでカンニングをしていたため、ケンカや勉強は一番だった。自分が超能力者だと解ってからは、学校で超能力を使うのをやめたためにテストの成績が下がり、担任に怒鳴られたこともある。
戦いの中、生き別れていた実の母親との再会と死別、仲間の死など苦しい経験を積み重ねて成長していく。
サナギマンに変身する事なく一気にイナズマンへ変身したり、変身を使わず超能力のみで戦う場面も描かれている。
イナズマンのデザインはTVドラマ版とは大きく異なる。
ミヨッペ
サブロウの家の隣に住んでいる同級生。たびたびサブロウの超能力によるセクハラ被害に遭う。
リュウ子
ミヨッペの妹。通称「おリュウ」。姉と異なり超能力を持つ。犬の八五郎にまたがって行動。
八五郎
サブロウとテレパシーで会話するミヨッペの飼い犬。
桜山高校関係者
風田サブロウの住む辻本町に2つある高等学校の1つ。登場した生徒4名は全員新人類帝国の関係者。 
揮大坊玲次郎
桜山高校の4人組の1人。寺の住職の息子。寺の住職がサブロウに敗れ普通の人間となってしまった事で、サブロウを狙う刺客になる。
博士（ドクター）にサブロウともども殺されそうになったことで、改心（和解）しサブロウの仲間となる。超能力の剣術「ESP剣法」を得意とするが、超能力を使わずとも剣道五段の腕を持つ。褌を着用しており、普段は下駄を履いて行動する。
コング大王
桜山高校の4人組の1人。本名は作中では言明されず。最初はサブロウを狙う刺客だったが、揮大坊玲次郎を犠牲にしてまでサブロウを倒そうとする博士（ドクター）の姿勢に疑問を持ち、揮大坊の誘いにのりサブロウの仲間になる。超能力と怪力の持ち主。戦闘方法は怪力と超能力を生かした空手技。
チカメネズミ
桜山高校の4人組の1人。小柄な体と俊敏な動きでスパイ活動を行う。
博士（ドクター）
桜山高校の4人組の1人。他の人間や物体（人形）に乗り移る超能力を持つ。揮大坊玲次郎とサブロウを戦わせた後揮大坊ごとサブロウを爆弾で殺そうとしたり、サブロウの母親に似せた機械人形を使いサブロウたちを襲わせ敗北後に機械人形を爆破するなど、二重三重の手を打つが、その結果、揮大坊やコングがサブロウの仲間になってしまう。最後はチカメネズミと共に、サブロウに超能力を封じられた。
ジロー
かつての過ちから一人孤独にさまよっている少年。その正体は悪の組織「ダーク」「シャドウ」を壊滅させた人造人間キカイダー。
新人類によって効果を増幅された「服従回路（イエッサー）」の判断によりサブロウを狙ったが、変身したイナズマンにより服従回路を破壊され、ついに呪縛から解放された。
本作では顔が透けて内部メカが見えるという演出があるが、キカイダーにはチェンジしない。
リオン
少年同盟のメンバー。変身能力を持つ。
イライザ
少年同盟のメンバー。炎を操ることができる。
キム
少年同盟のメンバー。変身能力を持つ。終盤にも登場し、サブロウたちのテレポートの手助けをする。
サラー
少年同盟の盟主。テレビ版と異なり、やせ細った老人か仙人のような風貌をしている。最終回で弟のバンバとともに自爆する。
荒神鉄平
狼男のような能力を持つ男性。
荒神牙男
鉄平の息子であり、父親と同じ能力を持つ。能力覚醒のために、鉄平の殺人を自分のことのように夢で見ていた。
ルビィ
新人類帝国の刺客である少女。「イナズマン超人戦記」の開始エピソードにおける総統の命令で　時限爆弾を銜えた狂犬をサブロウの魚屋へと突入させ、サブロウの近親者を爆死退場させた。だが根は善人でもあり、自らの罪の意識との葛藤の末に、サブロウと和解。恋愛感情も芽生える。サラーによって変身能力を得るが、新人類帝国との戦闘においてサブロウ達を救うために戦死してしまう。
クールな一面とは裏腹に純情であり、変身の勢いで服が破けるため元に戻ったサブロウの裸を見てたびたび激しく動揺した。そのために自身は一度目は着用していたズボン、二度目は自身のパンツを裸になったサブロウに与えた。
『石ノ森章太郎 変身ヒーロー画集 -Before 1975-』では、変身後のデザインはイナズマンの初期デザインの一つが原型ではないかと推測している。
オサム
新人類帝国の刺客である少年。動物を操る能力を持つ。ルビィの裏切りにより、一度はサブロウに倒されるが、その後ルビィの死を知らせに来たサブロウと再会。不意をつき、サブロウの意識を奪い捕獲に成功する。
オクトパス
新人類帝国の刺客である少年。彼とオサムとルビィのほかに、もう一人、名前の明かされない少年が総統の部下として登場。
総統
ルビィやオサムなど、新人類帝国側の少年たちを率いて日本政府に脅しをかけていた。「巨大化」と「超能力クローン」という技を持つ。
バンバ
旧人類を滅ぼし、ミュータントによる新人類帝国を築き上げようとしている超能力者。TV版と異なり、超能力を増幅する機械に接続されている。サラー同様にやせ細った老人か仙人のような風貌をしており、最終回でサラーの弟である事実が判明する。
異次元円盤人
四次元空間に住む異次元の住人たち。超能力とは別な不思議な力を使う。
ドリップ
新人類帝国に捕らえられ洗脳され、リオンを狙う。
トリップ
ドリップの息子。父親を探しにきていたところでサブロウやミヨッペと出会う。

## 書誌情報
- 『イナズマン』小学館（少年サンデーコミックス）全3巻[4]
  1. 1974年6月1日発行
  2. 1974年7月1日発行
  3. 1974年8月1日発行
- 『イナズマン』朝日ソノラマ（Sun wide comics）全3巻
  1. 1985年3月発行 ISBN 4257960302
  2. 1985年3月発行 ISBN 4257960329
  3. 1985年4月発行 ISBN 4257960345
- 『イナズマン』メディアファクトリー（Shotaro world）全4巻
  1. 1998年11月 ISBN 4889916296
  2. 1998年12月発行 ISBN 4889916520
  3. 1999年1月発行 ISBN 4889916733
  4. 1999年2月発行 ISBN 4889916946
- 『イナズマン』メディアファクトリー（MF文庫）全3巻
  1. 2002年10月発行 ISBN 4840106428
  2. 2002年11月発行 ISBN 4840106630
  3. 2002年12月発行 ISBN 4840106827
- 『イナズマン』秋田書店（秋田文庫）全2巻
  1. 2008年4月10日発行 ISBN 978-4253171557
  2. 2008年4月10日発行 ISBN 978-4253171564
- 『イナズマン 1973 [完全版]』復刊ドットコム（石ノ森変身ヒーロー[完全版]シリーズ）全3巻
  1. 2015年1月23日発行 ISBN 978-4835451442
  2. 2015年3月18日発行 ISBN 978-4835451459
  3. 2015年5月30日発行 ISBN 978-4835451466

## 関連作品
- 『少年同盟』 - 『朝日小学生新聞』や『少年』に掲載された漫画作品。「風田サブロウ」「ミヨッペ」「イライザ」など本作と同名のキャラクターが登場するなど本作の発案元となった[1]。
- 『ミュータント・サブ』 - 「風田三郎」など本作と同名のキャラクターが登場するなど本作の発案元となった作品[1]。
- 『幻魔大戦 Rebirth』 - 揮大坊玲次郎・コング大王・博士（ドクター）の3人がゲスト出演。上記のミュータント・サブが一時的に顔の一部分がイナズマンのようになる演出もみられる。
- 『人造人間キカイダー』 - ギターを持った少年を参照。
- リファインキャラクター - 漫画版のリファインとして以下の作品に登場。
  - 『仮面ライダー×仮面ライダー ウィザード&フォーゼ MOVIE大戦アルティメイタム』 - 「風田サブロウ/サナギマン/イナズマン」「ルビィ」「コング大王」「チカメネズミ」「ミヨッペ」のリファインキャラクターが登場。
  - 『仮面ライダー×スーパー戦隊×宇宙刑事 スーパーヒーロー大戦Z』 - MOVIE大戦アルティメイタムに登場した「サナギマン/イナズマン」が再登場。